# Koirasaari (ö i Södra Karelen, Villmanstrand, lat 61,06, long 27,85)
Koirasaari är en ö i Finland. Den ligger i sjön Syntymäinen och i kommunen Klemis i den ekonomiska regionen  Villmanstrands ekonomiska region  och landskapet Södra Karelen, i den södra delen av landet, 190 km nordost om huvudstaden Helsingfors. Öns största längd är 20 meter i öst-västlig riktning.